# カール・バルトス
カール・バルトス（Karl Bartos、1952年5月31日 - ）はバイエルン州ベルヒテスガーデン出身のミュージシャン。
ドイツの電子音楽グループ「クラフトワーク」で1975年から1990年までパーカッション、キーボードなどを担当していた。
1996年にはニュー・オーダーのバーナード・サムナーと元ザ・スミスのギタリストジョニー・マーからなるグループ「エレクトロニック」にも参加していた。
また、かねてからインタビューで予告していた自伝『Der Klang der Maschine: Autobiografie』が2017年8月にアイヒボーン出版社から発売されることになった。

## ディスコグラフィ
Kraftwerkとして
- 1975: 放射能
- 1977: ヨーロッパ特急
- 1978: 人間解体 - 初めて作曲者としてクレジットされた。
- 1981: コンピューター・ワールド
- 1983: ツール・ド・フランス（英語版） (single)
- 1986: エレクトリック・カフェ - The Telephone Call (独: Der Telefon–Anruf)で初めてリードヴォーカルを担当。
- 1991: THE MIX　(sound-data programming) - クレジットされず。[4]

Elektric Music (現 Electric Music)として
- 1993: Esperanto（英語版）
- 1998: Electric Music（英語版）

Electronicとして
- 1996: Raise the Pressure（英語版）

Karl Bartosとして(ソロ)
- 2000: 15 Minutes of Fame (single)
- 2003: コミュニケーション (アルバム)
- 2004: Camera Obscura (シングル)
- 2013: オフ・ザ・レコード (アルバム)
- 2013: Atomium（英語版） (シングル)
- 2016: Life(シングル)[5]

未発売
- 2007: Moebius Redux – Ein Leben in Bildern / Une vie en images / A Life in Pictures (original soundtrack)